# 119 г. пр.н.е.
119 (сто и деветнадесета) година преди новата ера (пр.н.е.) е година от доюлианския (Помпилийски) римски календар.

## Събития

### В Римската република
- Консули са Луций Цецилий Метел Далматик и Луций Аврелий Кота.
- Гай Марий е трибун в Рим и прокарва закон реформиращ част от изборната процедура като преодолява опозицията на консулите.[1][2]
- Войни в Македония и Тракия.[1]

## Починали
- Гай Папирий Карбон (баща), римски политик и оратор
- Аполодор,[notes 1] древногръцки писател, филолог и архитект (роден ок. 180 г. пр.н.е.)

Бележки:
1. ↑  Годината е приблизителна.